# Krasnostawce
Krasnostawce (ukr. Красноставці) – wieś na Ukrainie w rejonie śniatyńskim obwodu iwanofrankiwskiego.